# Craig Owens (musicista)
Craigery Michael Owens, detto Craig (Davison, 26 agosto 1984), è un cantante e musicista statunitense, conosciuto come frontman dei Chiodos.

## Carriera
Nel 2001 ha fondato il gruppo post-hardcore Chiodos, che ha firmato un contratto con la Equal Vision Records nel 2004 e che ha pubblicato il primo album in studio nel 2005.
Dal 2009 al 2012 non ha fatto del gruppo.
Nel 2008 ha pubblicato un EP con un progetto parallelo chiamato Cinematic Sunrise, a cui avevano aderito tra gli altri anche Bradley Bell (Chiodos) e Nick Martin (Underminded).
Nel 2008 ha anche preso parte al supergruppo Isles & Glaciers, che comprendeva membri di Chiodos, Emarosa, Pierce the Veil, Cinematic Sunrise, The Receiving End of Sirens e Underminded. Il primo EP degli Isles & Glaciers è uscito nel 2010.
Nel settembre 2009 ha pubblicato un EP solista dal titolo Με την αγάπη (With Love).
Nel 2010 ha creato il gruppo Destroy Rebuild Until God Shows, che ha esordito nel febbraio 2011 con l'album D.R.U.G.S., prodotto da John Feldmann.
Nel 2012 partecipa alla compilation Punk Goes Pop 5. Nello stesso anno è rientrato nella line-up dei Chiodos, che aveva lasciato nel 2009.

## Discografia solista
- 2009 - With Love